# Stenohya xiningensis
Espèce
Stenohya xiningensis est une espèce de pseudoscorpions de la famille des Neobisiidae.

## Distribution
Cette espèce est endémique du Qinghai en Chine. Elle se rencontre à Xining sur le mont Laoye.

## Description
Le mâle holotype mesure 3,4 mm.

## Étymologie
Son nom d'espèce, composé de xining et du suffixe latin -ensis, « qui vit dans, qui habite », lui a été donné en référence au lieu de sa découverte, Xining.

## Publication originale
- Zhao, Zhang & Jia, 2011 : Two new species of the genus Stenohya Beier, 1967 (Pseudoscorpiones, Neobisiidae) from China. Zootaxa, no 2834, p. 57-64.